# Endre Szemerédi
Endre Szemerédi (21 de agosto de 1940) es un matemático húngaro, que trabaja en el ámbito de la combinatoria, es actualmente profesor de ciencias de la computación en la Universidad de Rutgers. Nació en Budapest. Sus asesores en matemáticas fueron Paul Erdős y András Hajnal.
Szemerédi fue galardonado con el Premio Pólya en 1975. Recibió el Premio Leroy P. Steele por una contribución seminal a la investigación en 2008 y el Premio Schock en 2008.  Es miembro correspondiente (1982), y de la Academia Húngara de Ciencias (1987).
El 21 de marzo de 2012 le fue concedido el Premio Abel por la Academia Noruega de Ciencias y Letras “por sus contribuciones fundamentales en matemática discreta y en teoría de las ciencias de la computación, así como en reconocimiento del profundo y duradero impacto de estas contribuciones a la teoría aditiva de números y la teoría ergódica”.